# Lucio Mendieta y Núñez
Lucio Mendieta y Núñez (1895-1988) fue un sociólogo y jurista mexicano. Su trabajo sobre el mundo rural y agrícola en México son famosos y fue uno de los responsables de la transformación institucional de la sociología mexicana en el siglo XX.

## Papel en la sociología mexicana
Mendieta y Núñez estuvo fuertemente implicado en la creación de institutos de investigación y divulgación de las ciencias sociales en México. Así, se le considera uno de los fundadores de la sociología institucional en México. Fue investigador del Instituto de Investigaciones Sociales, de la Revista Mexicana de Sociología en 1939 y de los Cuadernos de Sociología en 1947. Fue durante mucho tiempo presidente de la Asociación Mexicana de Sociología. 
Entre 1939 y 1965 dirigió el Instituto de Investigaciones Sociales de la Universidad Nacional Autónoma de México (UNAM). Se trata de una institución creada por iniciativa suya en 1930 para divulgar las ciencias sociales y que desde sus comienzos fue miembro de la Asociación internacional de sociología. 
En 1939, fundó la Revista Mexicana de Sociología, que publicó artículos teóricos y empíricos en español. Se trata de la revista de ciencias sociales de mayor antigüedad en Latinoamérica.

## Teoría sociológica
Su sociología es de inspiración weberiana, y encuentra, por ejemplo, las categorías de prestigio, pobreza y autoridad. En efecto, Mendieta y Nuñez se concentra en el estudio de las relaciones entre la pobreza y la representación simbólica. Define la sociedad como un conjunto de individuos que están interrelacionados material y espiritualmente de forma constante pero compleja y aborda el derecho y la política como relaciones entre grupos de la estratificación social.
Durante sus estudios en su país, Lucio Mendieta y Núñez (que era originario de Oaxaca, en el sur de México) se centra en los trabajadores rurales. Desde 1920 trabajó como consejero federal en el Partido Nacional Revolucionario y durante toda su carrera participó en la administración pública en numerosas iniciativas ligadas a la agricultura y a las relaciones con los pueblos indígenas de México. En sus estudios académicos, analizó las políticas agrícolas junto a la estratificación social y la representación de los distintos grupos sociales. Trabajó también con distintos aspectos del folklore rural. 
Mendieta y Núñez se interesó también en el mundo universitario. Estudió el rol social de la sociología y la figura del intelectual universitario en relación con el trabajo de la institución.

## Reconocimientos
En reconocimiento a su trabajo pionero, la UNAM ha dado el nombre de Lucio Mendieta y Nuñez a una sala y un premio. El premio, la medalla Mendieta y Nuñez, reconocer el trabajo investigador en ciencias sociales.

## Algunas obras

### En español
- Las poblaciones indígenas de América ante el derecho actual (1936)
- El derecho precolonial (1937)
- El problema agrario de México (1937)
- Teoría de la revolución (1959)
- Sociología de la burocracia (1961)
- Sociología del arte (1962)
- Sociología del poder (1969)
- México indígena (1986)